# Robert Kupiecki

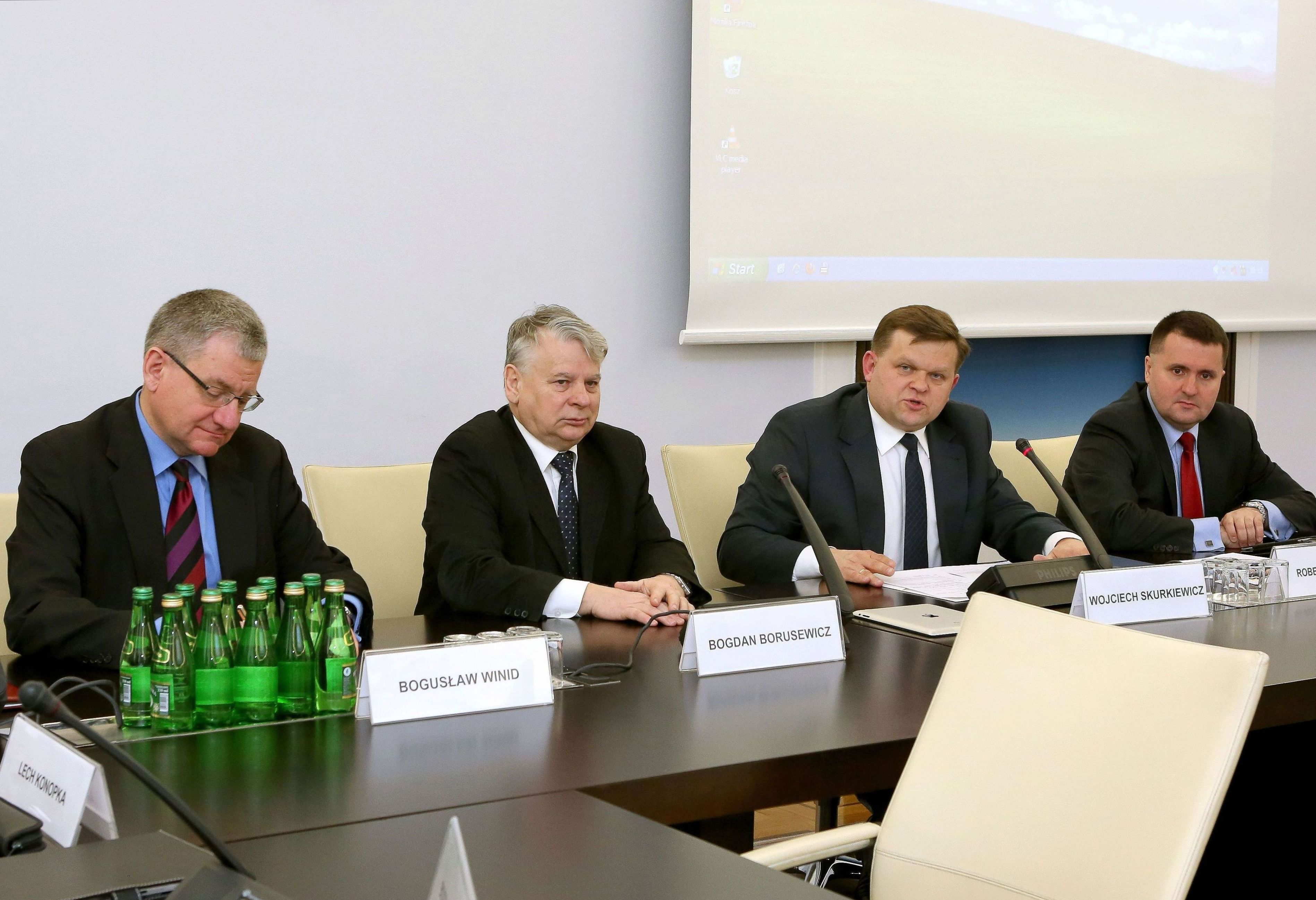
Robert Kupiecki (pierwszy z prawej) podczas konferencji 15 lat Polski w NATO w Senacie (2014)

Robert Ryszard Kupiecki (ur. 5 września 1967 w Warszawie) – polski politolog, nauczyciel akademicki, dyplomata i urzędnik państwowy, ambasador tytularny, doktor habilitowany nauk humanistycznych, profesor uczelni na Uniwersytecie Warszawskim. W latach 2008–2012 ambasador RP w Stanach Zjednoczonych, w latach 2012–2015 podsekretarz stanu w Ministerstwie Obrony Narodowej, od 2024 podsekretarz stanu w Ministerstwie Spraw Zagranicznych.

## Życiorys
Absolwent Wydziału Historycznego Uniwersytetu Warszawskiego (1991) oraz Krajowej Szkoły Administracji Publicznej (1994). Stopień naukowy doktora uzyskał w 1998 na Wydziale Dziennikarstwa i Nauk Politycznych UW (na podstawie rozprawy pt. NATO a operacje pokojowe: studium sojuszu w transformacji, której promotorem był Roman Kuźniar). W 2011 w Instytucie Studiów Politycznych PAN otrzymał stopień doktora habilitowanego nauk politycznych na podstawie dorobku naukowego oraz rozprawy zatytułowanej Siła i solidarność. Strategia NATO 1949–1989. W 1993 przebywał na stażu naukowym w LBJ School of Public Affairs na Uniwersytecie Teksańskim w Austin. W latach 1996–1997 był stypendystą w Genewskim Centrum Polityki Bezpieczeństwa.
Po ukończeniu studiów pracował w Instytucie Historii PAN oraz w redakcji „Wiadomości Historycznych”. W 1994 został urzędnikiem Ministerstwa Spraw Zagranicznych, gdzie zajmował się dyplomacją wielostronną i problematyką bezpieczeństwa międzynarodowego. Był m.in. naczelnikiem wydziału i wicedyrektorem departamentu, następnie zastępcą stałego przedstawiciela RP przy NATO (1999–2004) oraz dyrektorem Departamentu Polityki Bezpieczeństwa MSZ (2004–2008). Przez 15 lat wchodził w skład zespołu redakcyjnego „Rocznika Strategicznego”. Wieloletni członek redakcji kwartalnika „Sprawy Międzynarodowe”. Był też członkiem międzynarodowego komitetu naukowego kwartalnika „Security and Defence Quarterly”.
Od kwietnia 2008 do lipca 2012 sprawował urząd ambasadora RP w USA (z akredytacją również we Wspólnocie Bahamów oraz jako stały obserwator przy Organizacji Państw Amerykańskich). 22 sierpnia 2012 objął stanowisko podsekretarza stanu w Ministerstwie Obrony Narodowej. Zajmował je do listopada 2015, następnie ambasador tytularny w MSZ. W trakcie pełnienia funkcji wiceministra został wpisany na listę nazwisk osobistości z państw Unii Europejskiej objętych rosyjskimi sankcjami wizowymi, którą sporządzono w odpowiedzi na unijne sankcje nałożone po wybuchu kryzysu krymskiego.
W latach 2012–2017 był profesorem na Wydziale Bezpieczeństwa Narodowego Akademii Obrony Narodowej i następnie tożsamego wydziału Akademii Sztuki Wojennej. W 2017 został profesorem nadzwyczajnym na Wydziale Nauk Politycznych i Studiów Międzynarodowych Uniwersytetu Warszawskiego (następnie profesorem uczelni). Autor i współautor monografii naukowych oraz artykułów poświęconych historii najnowszej i stosunkom międzynarodowym oraz zagadnieniom bezpieczeństwa.
10 stycznia 2024 objął stanowisko podsekretarza stanu w Ministerstwie Spraw Zagranicznych, powierzono mu sprawy dotyczące polityki bezpieczeństwa oraz współpracy ze Stanami Zjednoczonymi i Kanadą.

## Życie prywatne
Syn Barbary i Ryszarda. Żonaty z Małgorzatą Kupiecką, ojciec dwójki dzieci. Posługuje się językiem angielskim oraz rosyjskim.

## Odznaczenia i wyróżnienia
- Krzyż Kawalerski Orderu Odrodzenia Polski (za wybitne zasługi w służbie zagranicznej, za osiągnięcia w podejmowanej z pożytkiem dla kraju pracy zawodowej i działalności dyplomatycznej, 2012)[13][14]
- Złoty Medal „Za zasługi dla obronności kraju”
- Srebrny Medal „Za zasługi dla obronności kraju”
- Krzyż Oficerski Orderu „Za Zasługi dla Litwy” (2005)[15]
- Order Krzyża Ziemi Maryjnej V klasy (Estonia, 2008)[16]
- Krzyż Oficerski Orderu Gwiazdy Rumunii (2019)[17][18]

## Publikacje książkowe
- Natchnienie milionów. Kult Józefa Stalina w Polsce 1944–1956, Warszawa 1992, ISBN 83-02-05132-2.
- Na zakręcie historii. Poznań 1956 (współautor z Jerzym Eislerem), Warszawa 1992, ISBN 83-02-04953-0.
- Świat i Polska 1939–1992 (współautor z Jerzym Eislerem i Melanią Sobańską-Bondaruk), Warszawa 1993, ISBN 83-85-25229-0.
- Polityka zagraniczna Polski 1918–1994 (współautor z Krzysztofem Szczepanikiem), Warszawa 1995, ISBN 83-85838-37-6.
- Historia polityczna świata 1945–1995. Kalendarium (współautor z Markiem Deszczyńskim i Tomaszem Moszczyńskim), Warszawa 1996, ISBN 83-902522-0-1.
- NATO a operacje pokojowe. Studium sojuszu w transformacji, Warszawa-Toruń 1998, ISBN 83-7174-281-9.
- Od Londynu do Waszyngtonu. NATO w latach dziewięćdziesiątych, Warszawa 1998, ISBN 83-87545-09-0.
- NATO u progu XXI wieku, Warszawa 2000, ISBN 83-87545-51-1.
- Siła i solidarność. Strategia NATO 1949–1989, Warszawa 2009, ISBN 978-83-89607-59-1.
- Organizacja Traktatu Półnoatlantyckiego, Warszawa 2016, ISBN 978-83-65427-03-8.
- Stosunki NATO-Federacja Rosyjska w świetle dokumentów (współautor z Markiem Menkiszakiem), Warszawa 2018, ISBN 978-83-64895-98-2.
- NATO w polskiej perspektywie 1989–2019, Warszawa 2019, ISBN 978-83-66213-09-8.
- Poland and NATO after the Cold War, Warszawa 2019, ISBN 978-83-66213-06-7.
- Okiem stratega i dyplomaty. Stosunki polsko-amerykańskie po 1918 roku, Warszawa 2019, ISBN 978-83-65390-73-8.
- Through the Eyes of a Strategist and Diplomat. The Polish-American Relations post-1918, Warszawa 2019, ISBN 978-83-65390-80-6.
- Documents Talk. NATO-Russia Relations after the Cold War (współautor z Markiem Menkiszakiem), Warszawa 2020, ISBN 978-83-66091-60-3.
- Dezinformacja międzynarodowa. Pojęcie, rozpoznanie, przeciwdziałanie (współautor z Filipem Bryjką i Tomaszem Chłoniem), Warszawa 2022, ISBN 978-83-66-849-48-8.
- Disinformation, Narratives and Memory Politics in Russia and Belarus (współautor z Agnieszką Legucką), Londyn 2022, ISBN 978-1-032-25110-3.